# Consejo Constitucional (Francia)
El Consejo Constitucional (en francés: Conseil constitutionnel) fue instituido por la Constitución de la Quinta República de 4 de octubre de 1958. Por ser una institución reciente, no puede relacionarse con ningún precedente institucional.
El Consejo Constitucional no se sitúa en la cúspide de ninguna jerarquía de los tribunales judiciales o administrativos. En este sentido, no es un tribunal supremo plenipotenciario. En Francia, las competencias usualmente otorgadas a las cortes supremas son repartidas entre tres cortes que son el Consejo Constitucional (que actúa como el juez de la constitucionalidad de las leyes), el Consejo de Estado (que controla la acción de la Administración) y la Corte de Casación (que controla las decisiones de los tribunales).

## Lista de los miembros desde 1959

### Presidentes del Consejo
| 1959 - 1965 | Léon Noël        |
| 1965 - 1974 | Gaston Palewski  |
| 1974 - 1983 | Roger Frey       |
| 1983 - 1986 | Daniel Mayer     |
| 1986 - 1995 | Robert Badinter  |
| 1995 - 2000 | Roland Dumas     |
| 2000 - 2004 | Yves Guéna       |
| 2004 - 2007 | Pierre Mazeaud   |
| 2007 - 2016 | Jean-Louis Debré |
| Desde 2016  | Laurent Fabius   |

### Otros
- Georges Abadie
- Michel Ameller
- Jean-Claude Colliard
- Pierre Joxe
- Alain Lancelot
- Noëlle Lenoir
- François Luchaire
- Monique Pelletier
- Georges Pompidou
- Jacques Robert
- Georges Vedel
- Simone Veil
- Alain Juppé

### Artículos
- Badinter, Robert (agosto de 2009). «Une longue marche “Du Conseil à la Cour constitutionnelle”» [Una larga marcha “del Consejo al Tribunal constitucional”]. Les Cahiers du Conseil constitutionnel (en francés) (París: Dalloz) (25). Consultado el 21 de mayo de 2012.
- Dumas, Roland (agosto de 2009). «Un Conseil ouvert sur le monde» [Un Consejo abierto sobre el mundo]. Les Cahiers du Conseil constitutionnel (en francés) (Paris: Dalloz) (25). Consultado el 23 de mayo de 2012.
- Guéna, Yves (agosto de 2009). «Eauton Timoroumenos». Les Cahiers du Conseil constitutionnel (en francés) (Paris: Dalloz) (25). Consultado el 23 de mayo de 2012.
- Lavroff, Dmitri Georges (septiembre de 1981/Diciembre). «El Consejo Constitucional francés y la garantía de las libertades públicas». Revista Española de Derecho Constitucional (Madrid: Centro de Estudios Políticos y Constitucionales) 1 (3): 43-61.
- Lenoir, Noëlle (2001). «Le métier de juge constitutionnel : Entretien avec Noëlle Lenoir» [El oficio de juez constitucional: Entrevista con Noëlle Lenoir]. Le Débat (en francés) (Paris: Gallimard) (114): 178-192. doi:10.3917/deba.114.0178.
- Lenoir, Noëlle (agosto de 2009). «1992-2001 : Souvenirs d'une femme au Conseil constitutionnel» [1992-2001: Recuerdos de una mujer en el Consejo constitucional]. Les Cahiers du Conseil constitutionnel (en francés) (Paris: Dalloz) (25). Consultado el 21 de mayo de 2012.
- Luchaire, François (enero de 2004). «Le Conseil constitutionnel et l'alternance politique» [El Consejo constitucional y la alternancia política]. Revue française de droit constitutionnel (en francés) (Paris: PUF) (57): 9-21. doi:10.3917/rfdc.057.0009.
- Luchaire, François (2004). «Le Conseil constitutionnel devant la Constitution pour l'Europe». Revue française de droit constitutionnel (en francés) (Paris: PUF) (59): 465-471. doi:10.3917/rfdc.059.0465.
- Luchaire, François (octubre de 2005). «Brèves remarques sur une création du Conseil constitutionnel : l'objectif de valeur constitutionnelle» [Breves observaciones sobre una creación del Consejo constitucional: el objetivo de valor constitucional]. Revue française de droit constitutionnel (en francés) (Paris: PUF) (64): 675-684. doi:10.3917/rfdc.064.0675.
- Luchaire, François (agosto de 2009). «La démission du Général de Gaulle devant le Conseil constitutionnel». Les Cahiers du Conseil constitutionnel (en francés) (Paris: Dalloz) (25). Consultado el 21 de mayo de 2012.
- Mazeaud, Pierre (agosto de 2009). «2, rue de Montpensier : un bilan». Les Cahiers du Conseil constitutionnel (en francés) (Paris: Dalloz) (25). Consultado el 23 de mayo de 2012.
- Vedel, Georges (mayo de 1989-août). «Neuf ans au Conseil constitutionnel : Entretien avec Georges Vedel» [Nueve años en el Consejo constitucional: Entrevista con Georges Vedel]. Le Débat (en francés) (Paris: Gallimard) (55): 61-70. doi:10.3917/deba.055.0061.

### Libros
- Conseil constitutionnel (2011). Recueil des décisions du Conseil constitutionnel 2010 [Recopilación de las decisiones del Consejo constitucional 2010] (en francés). Paris: Dalloz. ISBN 978-2-247-10622-6.
- Favoreu, Louis; Philip, Loïc (2005). Le Conseil constitutionnel [El Consejo Constitucional]. Que sais-je? (en francés) (7e édition). Paris: PUF. ISBN 978-2-13-053079-4.
- Favoreu, Louis; Philip, Loïc, eds. (2011). Les grandes décisions du Conseil constitutionnel [Las grandes decisiones del Consejo constitucional]. Grandes décisions (en francés) (16e édition). Paris: Dalloz. ISBN 978-2-247-10657-8.
- Joxe, Pierre (2010). Cas de conscience [Caso de conciencia] (en francés). Genève: Labor et Fides. ISBN 978-2-8309-1376-7.
- Luchaire, François (2002). Le juge constitutionnel en France et aux États-Unis : Étude comparée [El juez constitucional en Francia y los Estados Unidos: Estudio comparado] (en francés). Paris: Economica. ISBN 2-7178-4446-5.
- Luchaire, François (1997-2006). Le Conseil constitutionnel [El Consejo Constitucional] (4 volúmenes) (en francés) (2e édition). Paris: Economica.
- Rousseau, Dominique (2010). Droit du contentieux constitutionnel [Derecho del contencioso constitucional]. Domat (en francés). Préface de Georges Vedel (9e édition). Paris: Montchrestien. ISBN 978-2-7076-1676-0.

### Web
- «Conseil constitutionnel» (en francés, español, alemán, inglés, italiano). Consultado el 21 de mayo de 2012.